# Höbringi
Höbringi (szw. Höbring lub Högbring) – wieś w Estonii, w prowincji Lääne, w gminie Noarootsi.